# Effie Awards
Effie Awards – coroczny konkurs marketingowy, w którym nagradzane są najskuteczniejsze kampanie reklamowe. Nazwa pochodzi od angielskiego słowa effective („skuteczny”).
Nagrody  po raz pierwszy zostały przyznane w 1968 roku w Stanach Zjednoczonych przez Amerykańskie Stowarzyszenie Marketingu (American Marketing Association). W lipcu 2008 roku, New York American Marketing Association odstąpiło prawa do marki Effie nowemu podmiotowi o nazwie Effie Worldwide, Inc.

## Konkursy krajowe
Organizowanych jest 40 konkursów "krajowych".
| Konkurs                           | region       |
| --------------------------------- | ------------ |
| Effie Australia (Australia)       | Azja-Pacyfik |
| Effie China (Chiny)               | Azja-Pacyfik |
| Effie Hong Kong (Hongkong)        | Azja-Pacyfik |
| Effie India (Indie)               | Azja-Pacyfik |
| Effie Malaysia (Malezja)          | Azja-Pacyfik |
| Effie New Zealand (Nowa Zelandia) | Azja-Pacyfik |
| Effie Singapore (Singapur)        | Azja-Pacyfik |
| Effie Sri Lanka (Sri Lanka)       | Azja-Pacyfik |

| Konkurs                          | region |
| -------------------------------- | ------ |
| Effie Austria (Austria)          | Europa |
| Effie Belgium (Belgia)           | Europa |
| Effie Bulgaria (Bułgaria)        | Europa |
| Effie Croatia (Chorwacja)        | Europa |
| Effie Czech Republic (Czechy)    | Europa |
| Effie Finland (Finlandia)        | Europa |
| Effie France (Francja)           | Europa |
| Effie Hellas (Grecja)            | Europa |
| Effie Netherlands (Holandia)     | Europa |
| Effie Israel (Izrael)            | Europa |
| Effie Germany (Niemcy)           | Europa |
| Effie Poland (Polska)            | Europa |
| Effie Romania (Rumunia)          | Europa |
| Effie Russian Federation (Rosja) | Europa |
| Effie Slovak Republic (Słowacja) | Europa |
| Effie Slovenia (Słowenia)        | Europa |
| Effie Switzerland (Szwajcaria)   | Europa |
| Effie Turkey (Turcja)            | Europa |
| Effie Ukraine (Ukraina)          | Europa |
| Effie Hungary (Węgry)            | Europa |

| Konkurs                                          | region           |
| ------------------------------------------------ | ---------------- |
| Effie Argentina (Argentyna)                      | Ameryka Łacińska |
| Effie Brazil (Brazylia)                          | Ameryka Łacińska |
| Effie Chile (Chile)                              | Ameryka Łacińska |
| Effie Ecuador (Ekwador)                          | Ameryka Łacińska |
| Effie Colombia (Kolumbia)                        | Ameryka Łacińska |
| Effie Costa Rica (Kostaryka)                     | Ameryka Łacińska |
| Effie Guatemala (Gwatemala)                      | Ameryka Łacińska |
| Effie Mexico (Meksyk)                            | Ameryka Łacińska |
| Effie Peru (Peru)                                | Ameryka Łacińska |
| Effie Uruguay (Urugwaj)                          | Ameryka Łacińska |
| Effie Venezuela (Wenezuela)                      | Ameryka Łacińska |
| Effie North America (Stany Zjednoczone i Kanada) | Ameryka Północna |

## Pozostałe konkursy
Organizowane są także:
- dwa konkursy regionalne (Regional Programs):  Euro Effies (Europa), Middle East North Africa Effies (Bliski Wschód i Afryka Północna)[7]
- konkurs na szczeblu ogólnoświatowym (Global Effie Awards), organizowany od 2003 roku[8]